# Cloud9 New York
Pour l'équipe principale, voir Cloud 9.
Pour ligue compétitive, voir Call of Duty League.
Cloud9 New York, anciennement New York Subliners, est une équipe d'esports professionnelle américaine de la Call of Duty League (CDL) basée à New York. 
L'équipe est gérée par Cloud9, une organisation d'esports appartenant à Jack Etienne. L'équipe était auparavant connue sous le nom de New York Subliners (NYSL), propriété de Sterling Equities, filiale de Sterling.VC.
New York a été annoncée comme l'une des cinq premières villes à accueillir une équipe de CDL pour sa saison inaugurale 2020. Selon ESPN, l'éditeur Activision Blizzard cherchait à vendre des places aux villes américaines souhaitant intégrer une équipe au sein de la ligue franchisé (comme la NBA) pour environ 25 millions de dollars par équipe,.

## Histoire

### New York Subliners (2019 - 2024)

#### New York Subliners Academy
La franchise possède une academy jouant dans la catégorie inférieur de la Call of Duty League, le Call of Duty Challengers, où passe les jeunes joueurs et récentes recrut en attente d'une place dans le roster principal.
Le 25 janvier 2024, la NYSL annonce qu'elle crée une équipe semi-professionnelle (Tier 2) pour la Call of Duty Challengers Cup, composée des joueurs comme Gunless, Classic, PaulEhx et Decemate.
Quatre mois plus tard, le 7 mai 2024, toute l'équipe est licenciée, seulement dix jours avant leur apparition au Call of Duty Major 3 organisé par Toronto Ultra.

#### Saison 2020: Call of Duty: Modern Warfare
Les New York Subliners sont entrés sur la Call of Duty League avec de grandes attentes en raison d'une formation composée de vétérans et dirigée par Thomas « ZooMaa » Paparatto. Ces attentes ont été rapidement déçues, l'équipe subissant de fréquentes défaites lors du week-end de lancement. La sous-performance des Subliners s'est poursuivie lors des événements suivants, conduisant finalement au premier changement de composition de l'équipe ; au cours duquel ils signe Makenzie « Mack » Kelley .
Cette arrivé de Mack apporte une nouvelle énergie à l’équipe. Les NYSL battent les favoris des fans, les Chicago Huntsmen, au cours de la semaine 6, s'imposant à l'unanimité 3-0. L'équipe termine 5e du classement général de la ligue.

#### Saison 2021:Call of Duty: Black Ops Cold War
Dès le début de la saison, les Subliners sont confrontés à des obstacles avec la composition de l'équipe. En janvier 2021, Tommy « ZooMaa » Paparatto, vétéran professionnel de Call of Duty et dans le roster depuis le début de la ligue, annonce sa retraite. L'équipe ajoute le joueur amateur canadien Conor « Diamondcon » Johst pour occuper son poste.

#### Saison 2022: Call of Duty: Vanguard
Ils recrutent aussi un joueur nommé KiSMET, qui avait fait des vagues sur la scène compétitive grâce à ses compétences exceptionnelles. L'ajout de Matthew « KiSMET » Tinsley à l'équipe change la donne en montrant immédiatement sa valeur dans le mode de jeu Respawn.
Avec KiSMET à bord, NYSL fait un retour en force au Vanguard Pro Am Classic 2022, (première LAN de KiSMET depuis la saison passé). Les contributions de KiSMET sont cruciales dans leur victoire, et NYSL devient champion du Vanguard Pro Am Classic 2022.
Le 20 mars 2022, James « Clayster » Eubanks annocne qu'il est mis sur le banc de la NYSL au profit de Paul « PaulEhx » Avila.
Du 14 juillet 2022 au dimanche 17 juillet 2022, l'organisation mère des NewYork Subliners, la société NYXL, organise le Call of Duty League Major IV au Kings Theatre de Brooklyn. Après le major, les NYSL obtiennent une place pour les Call of Duty Champs 2022.
NYSL termine la saison 2022 de la Call of Duty League à la 5e/6e places après une défaite contre les Toronto Ultra.
Tout au long de l'année 2022, les NYSL continuent de rencontrer des problèmes dans la composition du roster. Après les championnats, les joueurs de NYSL Crimsix, PaulEhx, HyDra ainsi que l'entraîneur Dreal participe à un podcast appelé « The Flank », dans lequel ils discutent du racisme entre joueurs, de la connaissance des plans internes de la société NYXL pour leur remplacement depuis avant le Major 4, et du favoritisme des entraîneurs et de la direction.
L'américain Ian « Crimsix » Porter, joueur professionnel renommé avec le plus de victoires dans l'histoire de Call of Duty, alors dans le roster principal, annonce prendre sa retraite esportive après la saison 2022 avec NYSL.

#### Saison 2023: Call of Duty: Modern Warfare II

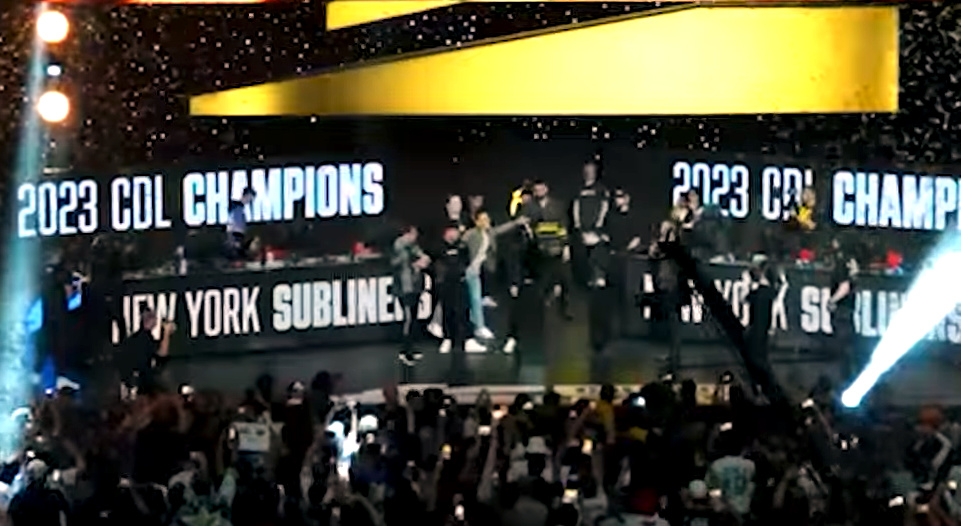
Les NYSL lors de leurs victoires de la Call of Duty League 2023

Après le départ de Crimsix, les New York Subliners construisent leur effectif pour la saison 2023 de Call of Duty Modern Warfare 2 autour du jeune français Paco « HyDra » Rusiewiez. Seul lui et KiSMET sont maintenus dans le roster. HyDra demande à jouer avec Preston « Priestahh » Greiner et Cesar « Skyz » Bueno, ce qui est accepté par sa direction,.
Lors du premier tournoi de la saison, le Major 1 organisé par la ligue à Raleigh, en Caroline du Nord, le nouveau roster décroche la victoire.
Le 19 décembre 2022, la société NYXL annonce qu'il n'hébergerait pas le Major IV pour 2023.
En mai 2023, les NYSL remportent le major 5 puis dans la foulée, en juin, les playoffs de la Call of Duty League 2023. C'est la première fois qu'ils remportent ce titre, le plus important de la franchise. KiSMET est nommé MVP de l'événement pour sa performance alors qu'HyDra est nommé MVP de la saison régulière .

### Cloud9 New York (2024 - présent)

#### Saison 2024: Call of Duty: Modern Warfare III
Après avoir remporté le championnat de MW2, les New York Subliners enlève Priestahh et le remplace par Daunte « Sib » Gray à leur lineup pour la saison de MW3.
En milieu d'année 2024, la structure nord-américaine Cloud9 se rapproche des NYSL afin de récupérer un slot en COD League. Cela ne les empêche pas de gagner le quatrième major de la saison à Burbank en juin. En juillet, les New York Subliners menés par un grand HyDra, manquent un doublé et termine vice-champion du monde après une défaite 5-1 face aux OpTic Texas à Allen sur Modern Warfare III.

#### Saison 2025: Call of Duty: Black Ops 6
La franchise vendue à Cloud9 est rebaptisée, pour cette nouvelle saison, « Cloud9 New York ». L'équipe commence l'intersaison en se séparant de l'ensemble de son effectif et de son personnel d'entraîneurs, à l'exception de Sib. La nouvelle direction construit son effectif autour de Sib avec les ajouts de Dillon « Attach » Price, Kyle « Kremp »  Haworth, Makenzie « Mack » Kelley  et Lamar « Accuracy » Abedi comme nouvel entraîneur-principal.

## Roster actuel
| Nat. | Pseudo | Nom             | Rôle   | Date d'entrée   |
| ---- | ------ | --------------- | ------ | --------------- |
|      | Sib    | Daunte Gray     | Joueur | 24 octobre 2024 |
|      | Mack   | Makenzie Kelley | Joueur | 24 octobre 2024 |
|      | Kremp  | Kyle Haworth    | Joueur | 24 octobre 2024 |
|      | Attach | Dillon Price    | Joueur | 24 octobre 2024 |

|  | Accuracy | Lamar Abedi | Coach | 24 octobre 2024 |

## Palmarès et résultats

### Aperçu des saisons
| Saison | Saison régulière | Saison régulière | Saison régulière | Saison régulière | Saison régulière | Saison régulière | Saison régulière | Rang final | Les séries éliminatoires                                                     | Note                           |
| Saison | J                | G                | P                | %G               | GW               | GL               | GW%              | Rang final | Les séries éliminatoires                                                     | Note                           |
| ------ | ---------------- | ---------------- | ---------------- | ---------------- | ---------------- | ---------------- | ---------------- | ---------- | ---------------------------------------------------------------------------- | ------------------------------ |
| 2020   | 30               | 13               | 17               | 43,3%            | 57               | 60               | 48,7%            | 5e         | 7–8e, perdu au 2e tour des loser bracket, 2–3 (face aux London Royal Ravens) | En tant que New York Subliners |
| 2021   | 41               | 24               | 17               | 52,8%            | 85               | 81               | 51,2%            | 5e         | 5–6e, perdu au tour 2 des loser bracket, 1–3 (face aux Minnesota Rokkr)      | En tant que New York Subliners |
| 2022   | 29               | 14               | 15               | 48,3%            | 59               | 61               | 49,2%            | 8e         | 5–6e, perdu au deuxième tour des perdants, 0–3 (face à OpTic Texas)          | En tant que New York Subliners |
| 2023   | 48               | 31               | 17               | 64,6%            | 112              | 77               | 59,3%            | 3e         | 1er, victoire lors de la grande finale, 5–0 (face aux Toronto Ultra)         | En tant que New York Subliners |
| 2024   | 46               | 30               | 16               | 65,2%            | 108              | 76               | 58,7%            | 4e         | 2e, perdu en finale, 1–5 (face à OpTic Texas)                                | En tant que New York Subliners |
| 2025   | 36               | 12               | 24               | 33,3%            | 57               | 80               | 41,6%            | 10e        | Ne s'est pas qualifié                                                        | En tant que Cloud9 New York    |

### Victoires dans les principaux tournois
| Date       | Prix        | Événement                                   | Liste                                              |
| ---------- | ----------- | ------------------------------------------- | -------------------------------------------------- |
| 12/07/2020 | 50 000 $    | Call of Duty League 2020 Week 11 – New York | ZooMaa • Température • Précision • Fixation • Mack |
| 08/05/2022 | 100 000 $   | Call of Duty League 2022 – Pro-Am Classic   | HyDra • Crimsix • PaulEhx • KiSMET                 |
| 18/12/2022 | 200 000 $   | Call of Duty League 2023 – Major 1          | HyDra • KiSMET • Skyz • Priestahh                  |
| 28/05/2023 | 200 000 $   | Call of Duty League 2023 – Major 5          | HyDra • KiSMET • Skyz • Priestahh                  |
| 18/06/2023 | 1 000 000 $ | Call of Duty League Championship 2023       | HyDra • KiSMET • Skyz • Priestahh                  |
| 30/06/2024 | 150 000 $   | Call of Duty League 2024 – Major 4          | HyDra • KiSMET • Skyz • Sib                        |

### Réalisations individuelles

#### Season MVP
- 2023 : Paco « HyDra » Rusiewiez

#### Champs MVP
- 2023 : Matthew « KiSMET » Tinsley

#### 1st Team All-Star
- 2023 : Paco « HyDra » Rusiewiez

#### 2nd Team All-Star
- 2022 : Paco « HyDra » Rusiewiez